# 布力徑

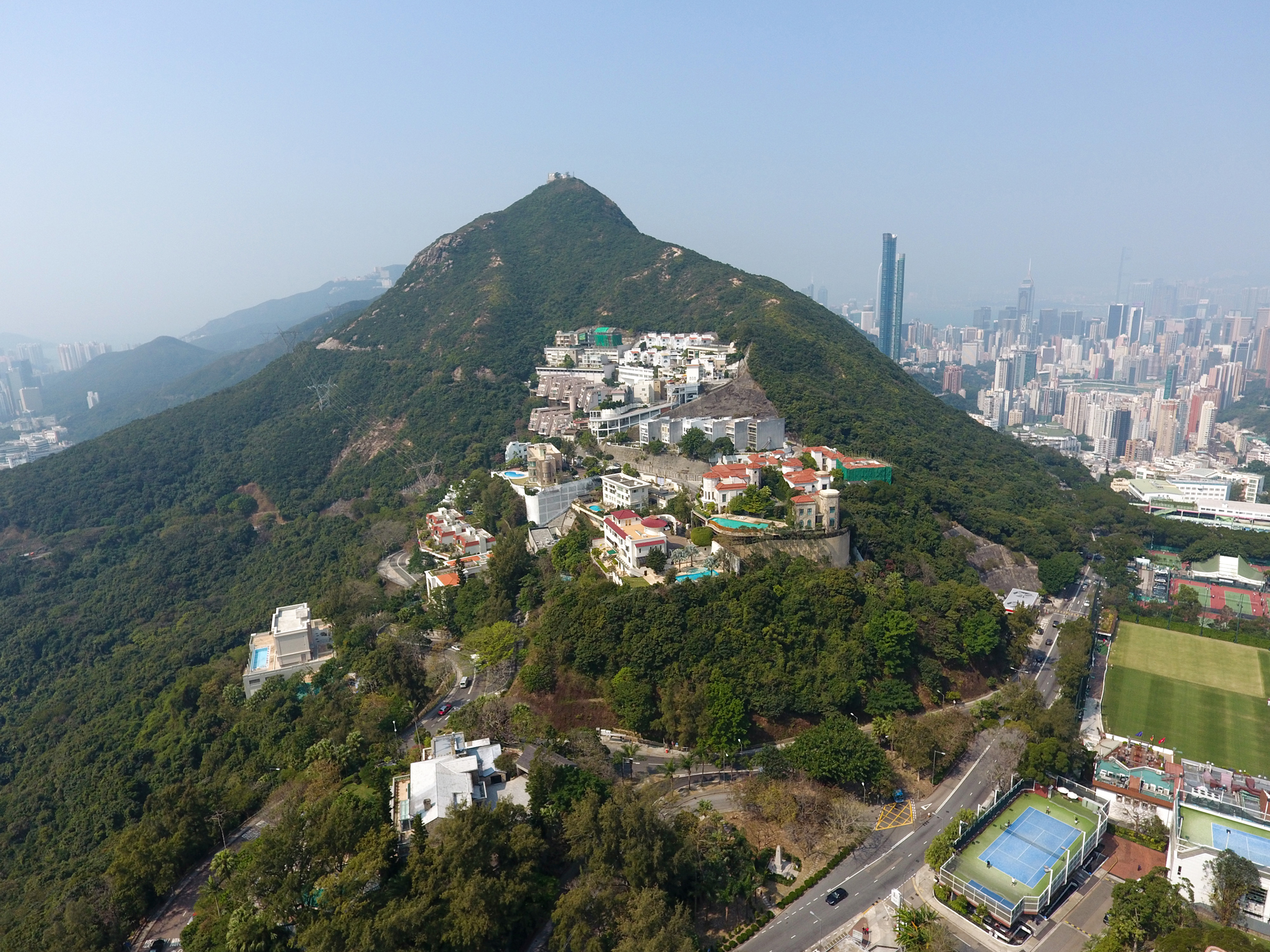
布力徑近深水灣道一處是傳統豪宅集中地

布力徑（英語：Black's Link）是香港一條道路，位於香港島聶高信山以南的山腰，連接灣仔峽與黃泥涌峽，部份路段為豪宅區，部份路段則為港島徑第四段的一部份，以19世紀末駐港英軍總司令及曾任署理香港總督的布力少將命名。值得注意的是，財經新聞、地產商及地產代理經常把布力徑當作山頂區宣傳，但實際上布力徑不屬於山頂區。

## 概況
布力徑於灣仔峽與山頂道、灣仔峽道、司徒拔道、中峽道、金馬麟山道、香港仔水塘道及甘道交匯，於黃泥涌峽則與深水灣道、淺水灣道、黃泥涌峽道及大潭水塘道交匯。另外，中峽道南端盡頭有小徑通往布力徑中段，該路段也是港島徑第四段的其中一部分。布力徑的最東端有住宅區，會有車輛駛入，但離開住宅區後，不久便會進入香港仔郊野公園的範圍，郊野公園內的路段根據《郊野公園及特別地區規例》禁止車輛駛入，也不可踏單車，布力徑的兩端都豎立有告示板警告駕駛人士不得駛進郊野公園，故此不能駕車經布力徑來往灣仔峽和黃泥涌峽。
布力徑因鄰近香港保衛戰的主要戰場黃泥涌峽，所以曾多次發現戰時遺留的炮彈。

## 名人業主
布力徑一直為香港傳統豪宅地段，雲集眾多名人業主。
- 布力徑5號：何鴻燊三太陳婉珍
- 布力径7号：罗氏针织罗家圣
- 布力徑6至10號洋房項目10號B、C、E號屋：恒大地產主席許家印
- 布力徑16號：劉坤銘妹劉懿茵
- 布力徑32號：馬榮成
- 布力徑35號屋：何猷龍

## 外部連結
- 行山路線 > 布力徑 （页面存档备份，存于）
- 布力徑 21-35 號 （页面存档备份，存于），《明報》，2011年9月15日